# 阿龍河 (羅亞爾河支流)
阿龍河（法語：Aron，法語發音：[aʁɔ̃]）是法國的河流，位於勃艮第，屬於卢瓦尔河的右支流，河道全長101.4公里，發源自克吕拉维尔，河口處在德西兹，支流有阿萊訥河。

## 外部連結
- http://www.geoportail.fr （页面存档备份，存于）
- Sandre数据库中的阿龍河 （页面存档备份，存于）